# Мондидье (кантон)
Мондидье (фр. Montdidier) — упраздненный кантон во Франции,  регион Пикардия, департамент Сомма. Входил в состав округа Мондидье.
В состав кантона входили коммуны (население по данным Национального института статистики за 2009 г.):
- Айенкур (175 чел.)
- Андеши (260 чел.)
- Аржикур (390 чел.)
- Ассенвилле (156 чел.)
- Бекиньи (102 чел.)
- Буйанкур-ла-Батай (137 чел.)
- Буссикур (76 чел.)
- Бюс-ла-Мезьер (148 чел.)
- Варси (116 чел.)
- Виллер-Турнель (163 чел.)
- Гербиньи (259 чел.)
- Гратибю (169 чел.)
- Гривилле (60 чел.)
- Давенескур (500 чел.)
- Кантиньи (112 чел.)
- Куртманш (96 чел.)
- Лабуасьер-ан-Сантерр (144 чел.)
- Ле-Кардоннуа (97 чел.)
- Линьер (143 чел.)
- Мальпар (68 чел.)
- Марестмонье (102 чел.)
- Маркивилле (156 чел.)
- Мениль-Сен-Жорж (179 чел.)
- Мондидье (6 083 чел.)
- Пьянн-Онвилле (348 чел.)
- Реможи (117 чел.)
- Ролло (753 чел.)
- Рюбескур (136 чел.)
- Фавроль (158 чел.)
- Фескам (144 чел.)
- Финьер (138 чел.)
- Фонтен-су-Мондидье (122 чел.)
- Эрш (167 чел.)
- Этельфе (385 чел.)

## Экономика
Структура занятости населения:
- сельское хозяйство — 7,3 %
- промышленность — 20,7 %
- строительство — 6,9 %
- торговля, транспорт и сфера услуг — 26,3 %
- государственные и муниципальные службы — 38,8 %

## Политика
На президентских выборах 2012 г. жители кантона отдали в 1-м туре Франсуа Олланду 27,2 % голосов против 26,5 % у Марин Ле Пен и 22,6 % у Николя Саркози, во 2-м туре в кантоне победил Олланд, получивший 54,0 % голосов (2007 г. 1 тур: Саркози — 27,7 %, Сеголен Руаяль — 23,0 %; 2 тур: Саркози — 51,6 %). На выборах в Национальное собрание в 2012 г. по 4-му избирательному округу департамента Сомма они в 1-м туре поддержали мэра Мондидье, кандидата Социалистической партии Катрин Киньон, получившую 36,5 % голосов, но во 2-м туре в кантоне победил действующий депутат, кандидат партии Союз за народное движение Ален Жест, набравший 51,7 % голосов.
|  | Кандидат      | Партия                    | % голосов |
|  | ------------- | ------------------------- | --------- |
|  | Катрин Киньон | Социалистическая партия   | 46,57     |
|  | Дидье Дюамель | Национальный фронт        | 28,66     |
|  | Жан Энтц      | Союз за народное движение | 24,77     |

|  | Кандидат        | Партия                    | % голосов |
|  | --------------- | ------------------------- | --------- |
|  | Катрин Ле-Тиран | Социалистическая партия   | 56,63     |
|  | Жан Энтц        | Союз за народное движение | 43,37     |